# Nighthawk (Marvel Comics)
Nighthawk — Halcón Nocturno en España— es el nombre de varios personajes ficticios que aparecen en los cómics estadounidenses publicados por Marvel Comics. Ha habido siete versiones del personaje: dos supervillanos convertidos en superhéroes de la continuidad principal del Universo Marvel (Tierra-616), Kyle Richmond (que pertenecía al Escuadrón Siniestro) y Tilda Johnson (la ex Deadly Nightshade); dos agentes de S.H.I.E.L.D., Joaquín Pennyworth y Jackson F. "Jack" Norriss; y cinco de universos alternativos, que pertenecían a varias encarnaciones del Escuadrón Supremo, incluidos Kyle y Neal Richmond de la Tierra-712, y una versión afroamericana de Kyle Richmond de la Tierra-31916 que principalmente mata a supremacistas blancos y que sirve de mentor a Tilda al viajar a la Tierra-616; después de su muerte, Mefisto crea un simulacro de él, que es programado por la Power Elite para servir como miembro del Escuadrón Supremo de América, bajo el mando de Phil Coulson.
Nighthawk ha hecho apariciones limitadas en animación y acción en vivo, con Adam West y Anthony Ruivivar haciendo su voz respectivamente en los episodios de 2010 y 2016 de The Super Hero Squad Show y Avengers Assemble; mientras que en el Universo cinematográfico Marvel  (UCM), Scoot McNairy interpreta al imitador de Jackson Norriss en el cortometraje de acción en vivo All Hail the King (2014), y A. J. Bowen interpreta al verdadero Jackson Norris en la serie web WHIH Newsfront (2016), Gabrielle Dennis en el papel de Tilda Johnson en la segunda temporada de la serie de televisión de Netflix Luke Cage, y Nabiyah Be en el papel de Linda Johnson (un personaje también basado en Tilda Johnson) en la película Black Panther (también de 2018).
Jon Hamm interpreta a Nighthawk en una miniserie de la 2 temporada de Loki (2023) en el Disney+ con el Universo Cinematográfico de Marvel y estará en Avengers: The Kang Dynasty (2024) y en Avengers: Secret Wars (2025).

## Historial de publicaciones
Kyle Richmond, el original Nighthawk, debutó como un supervillano en el panel final de The Avengers # 69 (octubre de 1969), un libro de equipo de superhéroes. Esta historia es el primer capítulo de un arco argumental de tres temas del escritor Roy Thomas y del dibujante Sal Buscema. El arco presentó al equipo de supervillano el Escuadrón Siniestro, cuyos cuatro miembros estaban basados en héroes en la Liga de la Justicia de Estados Unidos de DC Comics, con Nighthawk basado en Batman.
Siguiendo este arco, Nighthawk siguió una carrera en solitario, apareciendo en el título Daredevil. En el título del equipo de superhéroes The Defenders # 13-14 (mayo-julio de 1974), acude al supergrupo titular en busca de ayuda contra sus excompañeros de equipo. Después de adoptar un nuevo disfraz, Nighthawk se une al equipo en el siguiente número. El escritor de los Defenders, Len Wein, dijo que agregar Nighthawk al grupo "me dio un personaje con el que no tenía mucha historia previa ... [un] personaje que podía hacer lo que quisiera sin preocuparme de cómo lo haría afecta cualquier otro título en el que pueda aparecer el carácter ".
Nighthawk apareció regularmente en The Defenders y en otros títulos de Marvel, incluyendo Giant-Size Defenders 2-5 (octubre de 1974 - julio de 1975); Marvel Team-Up # 33-34 y 101 (mayo-junio de 1975, enero de 1981); The Incredible Hulk # 206-207 (diciembre de 1976 - enero de 1977); Marvel Two-In-One # 34 (diciembre de 1977); The Avengers # 167 y 182 (enero de 1978, abril de 1979); Doctor Strange vol. 2, n.º 29 (junio de 1978); The Amazing Spider-Man Annual # 15 (diciembre de 1981); y una aventura en solitario en Tales To Astonish vol. 2, n.º 13 (diciembre de 1980). Un arco de la historia de largo alcance en The Defenders, comenzando en 1979, tiene Nighthawk bajo investigación criminal. El escritor Ed Hannigan más tarde reveló que planeaba terminar este arco argumental con Nighthawk encarcelado "para siempre", pero su carrera en la serie terminó antes de que pudiera llevarlo a buen término.
Después de un trío de apariciones especiales en Captain America # 268, la novela gráfica The Death of Captain Marvel, y el humorístico Fantastic Four Roast, aparentemente sacrifica su vida en The Defenders # 106 (las cuatro portadas datan de abril de 1982). El supervillano Dead Ringer lo personifica en el Capitán América # 429 (julio de 1994). En la miniserie de tres temas Nighthawk (septiembre-noviembre de 1998) se revela que Richmond está vivo, pero en estado de coma y muerte cerebral. A través de medios sobrenaturales, es revivido y reanuda su carrera en la lucha contra el crimen. Él coprotagonizó la serie de 12 números deThe Defenders vol. 2 (marzo de 2001 - febrero de 2002) y la miniserie The Order # 1-6 (abril - septiembre de 2002). Posteriormente, apareció en los cómics del equipo New Thunderbolts # 15-18 (enero-abril de 2006) y Thunderbolts # 100-108 (mayo de 2006 - enero de 2007) y en la miniserie Civil War # 1-7 (julio de 2006) - enero de 2007). Continuó apareciendo esporádicamente en Avengers: The Initiative, comenzando con el número 1 (junio de 2007). Nighthawk formó una versión efímera de los Defenders con el mutante Colossus, Blazing Skull y She-Hulk, como parte de la Iniciativa, y representada en la miniserie The Last Defenders. # 1-6 (mayo - octubre de 2008).

## Biografía del personaje ficticio
Kyle Richmond nació de dos padres adinerados y fue criado por su institutriz mientras su padre está ausente. Cuando la madre de Kyle murió en un accidente, su padre lo envió a un internado. Debido al dinero de su familia, Kyle ingresó en el Grayburn College donde se involucró con Mindy Williams, quien lo ayudó a enfocarse en su educación. Una noche, Kyle fue atrapado en un accidente por conducir ebrio en el que Mindy murió, y fue expulsado de la escuela y no pudo regresar. Más tarde, Kyle se volvió antisocial y se enteró de que Grayburn College se cerró debido a la falta de fondos. Kyle Richmond intentó unirse al ejército, pero fue rechazado debido a un soplo cardíaco. Después, Kyle recibió la noticia de que su padre murió en un accidente aéreo y que Kyle había heredado las Empresas Richmond. Kyle se volvió para encontrar una cura para su soplo cardíaco y para entrenarse físicamente.
Mientras estaba ebrio, Kyle Richmond inventó un suero de alquimia que encontró en un volumen de alquimia. El suero de alquimia le permitió a Kyle aumentar su fuerza por la noche. Kyle tomó varias actividades deportivas para fortalecer sus habilidades naturales, donde eventualmente se convirtió en Nighthawk. Nighthawk y otros tres supervillanos se unen como el Escuadrón Siniestro por la entidad cósmica, Gran Maestro para luchar contra el equipo de superhéroes, Los Vengadores, que se ha visto obligado a actuar como los campeones del conquistador del tiempo, Kang el Conquistador. Nighthawk lucha contra el vengador Capitán América, que lucha contra el villano. Los Vengadores eventualmente derrotan al Escuadrón.
Reunidos por el alienígena Nebulon, los villanos reciben mayor poder a cambio del planeta Tierra, y crean un cañón láser gigante en el Ártico con un plan para derretir los casquetes polares e inundar la totalidad de la superficie de la Tierra. A pesar de que se le pidió unirse a la aventura, Nighthawk pide la ayuda del equipo de superhéroes, los Defensores, quienes impiden el plan y derrotan a los villanos y Nebulon.
El personaje sufre varios reveses como superhéroe, incluido ser acusado de evasión fiscal y fraude por parte del gobierno de los Estados Unidos, y arrestado por el FBI por operar como un héroe mientras los cargos estaban pendientes. Esta estipulación fue renunciada después de que se vio obligado a revelar su identidad secreta. Las heridas acumuladas de Nighthawk en la batalla eventualmente lo dejan paralizado. Recuperándose hasta el punto de que puede moverse por la noche, Nighthawk continúa ayudando a los Defensores, hasta que renuncia al equipo. Se le informa que debe ser absuelto de todos los cargos si se paga una cantidad predeterminada al gobierno.
Después de aparentemente sacrificar su vida para detener a una organización empeñada en atacar a la Unión Soviética, Richmond aparece vivo pero en estado de coma. Él tiene una visión de un ángel que facilita su curación y le concede una "segunda vista", que le permite ver los actos delictivos antes de que se cometan. A cambio, debe castigar a los posibles delincuentes. Una vez sanado, Richmond se convierte en Nighthawk una vez más y lucha contra el crimen hasta que es forzado a un enfrentamiento con Daredevil, a quien mata. El "ángel" luego se revela como el demonio Mephisto, quien transporta Nighthawk y el cadáver de Daredevil al Infierno, con la intención de reclamar el alma de Daredevil. Nighthawk lucha contra los demonios del Infierno y logra revivir a Daredevil, y juntos escapan.
Después de una aventura con el miembro de Los 4 Fantásticos, la Mole, Nighthawk descubre que sus habilidades están aumentando, y se entera de que su excompañero del Escuadrón Siniestro, Speed Demon, se ha unido al equipo de superhéroes, los Nuevos Thunderbolts. Después de encontrar a su compañero de equipo Hiperion, aparentemente resucitado después de haber sido creído muerto, y un nuevo Doctor Espectro (Alice Nugent), Nighthawk se une brevemente a los Nuevos Thunderbolts, pero al descubrir que está siendo usado para su fortuna, se va y se reúne con el Escuadrón Siniestro. Ese equipo se entera de que el Gran Maestro, utilizando una fuente interdimensional de habilidades sobrehumanas, la Fuente del Poder, ha aumentado los poderes de los miembros del equipo. Después de una batalla entre el Escuadrón y los Nuevos Thunderbolts, Nighthawk y los demás miembros del Escuadrón Siniestro se dispersan y escapan.
Nighthawk inicialmente se opone a la Ley de Registro Sobrehumanos durante la historia de Civil War. Tras la muerte del superhéroe Goliath Negro a manos del clon cyborg de Thor en el lado Pro-Registración, Nighthawk se une al Pro-Registración. pero es derrotado en una escaramuza con los héroes Anti-Registro, Falcon y Tormenta.
Más tarde se une a la Iniciativa del Cincuenta Estados del gobierno de EE. UU. de héroes registrados, y forma una versión de Iniciativa efímera de los Defensores con el mutante Coloso, Blazing Skull y She-Hulk. Con She-Hulk y el señor de la guerra, Krang, Nighthawk lucha contra el grupo Los Hijos de la Serpiente, que culmina en un enfrentamiento con su antiguo defensor, el enemigo Yandroth. Yandroth manipula el tiempo y fuerza a Nighthawk a luchar contra una versión retorcida de su antiguo equipo, el Escuadrón Siniestro, antes de ser rescatado por una futura encarnación de los Defensores. Observando que uno de los futuros miembros es Joaquin Pennyworth, un agente de S.H.I.E.L.D. y el hijo del líder de los Hijos de la Serpiente, Richmond le pide que comience a entrenar para convertirse en el nuevo Nighthawk.
Durante la historia de Fear Itself, Nighthawk se une a Howard el pato, She-Hulk y el Monstruo de Frankenstein para formar a los Cuatro Temibles cuando el Hombre Cosa es arrasado. Más tarde descubren una trama de Psycho-Man para usar la empatía volátil del Hombre Cosa para crear un arma.

## Poderes y habilidades
Nighthawk es un excelente atleta, quien cortesía de una poción alquímica posee leves super-fuerza y una mayor agilidad y durabilidad desde el atardecer hasta el amanecer. También ha utilizado varias ayudas de vestuario, como un sistema de ala artificial de propulsión a chorro, consejos garra artificiales, rayos láser y armas de proyectil.

## Otras versiones

### Kyle Richmond (Tierra-712)
El heroico Nighthawk y el Escuadrón Supremo tienen otra serie de escaramuzas con los Vengadores diseñados por el grupo El Cártel de la Serpiente, pero finalmente se unen para evitar el uso del artefacto Corona de la Serpiente. El personaje y sus compañeros de equipo aparecen brevemente en el título Thor, cuando la versión malvada de Hiperion ataca la versión Tierra-712 y luego el Dios del Trueno, Thor.

### Neil Richmond (Tierra-712)
Cuando los restos del Escuadrón Supremo vuelven a su universo natal en el Escuadrón Supremo único: Nuevo Orden Mundial, se encuentran con una nueva versión de Nighthawk, que es hijo del viejo enemigo de Kyle Richmond, The Huckster. Tierra-712 ahora está dominado por corporaciones que usan las propias tecnologías Utopía del Escuadrón, y los personajes eventualmente restablecen la democracia. Durante años antes del regreso del Escuadrón Supremo a su universo, Neil había organizado y supervisado a sus Nighthawks de élite que lucharon contra las Águilas Azules enlistadas por el Nuevo Orden Mundial corporativo. Nighthawk luego se une al Escuadrón, actuando como la conciencia del equipo. Nighthawk y el Escuadrón también entran en conflicto con un nuevo gobierno cuando el equipo interdimensional Los Exiliados, que viajan desde el universo Tierra-616, revelan que el gobierno había manipulado las elecciones con un fraude electoral mundial. El Escuadrón y los Exiliados deponen al nuevo gobierno e intentan permitir que la sociedad progrese sin una participación sobrehumana. Las versiones de Tierra-712 carecen de poderes pero poseen un entrenamiento extenso y usan una variedad de armamento avanzado.

### Kyle Richmond (Tierra-9997)
En la serie Tierra X y sus spin-offs, creados por Alex Ross, John Paul Leon y Jim Krueger, Kyle Richmond es un anciano superhéroe retirado. Los ojos de Kyle Richmond, entregados por un Mephisto disfrazado, le permiten ver el futuro. Él dicta lo que ve a su colega, Isaac Christians, para que se pueda mantener un registro de lo que será de la historia. La versión Tierra-9997 carece de poderes, pero posee un entrenamiento extenso y utiliza una variedad de armamento avanzado.

### Kyle Richmond (Tierra-31916)
La huella de Marvel MAX del público maduro muestra las aventuras de la versión Tierra-31916 del Escuadrón Supremo. Esta versión de Kyle Richmond, un afroestadounidense, aparece por primera vez en la serie limitada Poder Supremo, y utiliza su riqueza para entrenar y desarrollar armas y dispositivos avanzados para ayudar en su campaña contra el crimen como vigilante. Aunque el personaje ayuda a la formación de héroes sueltos que eventualmente se convertirán en el Escuadrón Supremo, Nighthawk elige permanecer distante y solo interactúa con ellos cuando es necesario. El personaje también aparece en la miniserie solista de seis números Poder Supremo: Nighthawk, en el que investiga una epidemia de adicción a las drogas en Chicago, y descubre que es obra del asesino en serie Whiteface. Nighthawk arresta y luego ejecuta Whiteface, pero no antes de que el criminal cause la muerte del alcalde y su familia.
En 2016, Marvel publicó una revista de cómics mensual titulada Nighthawk. Después de la historia de "Secret Wars" de 2015, Richmond fue transportada al Universo Marvel regular y trabajó en la reforma de Chicago con la ayuda del ex supervillano Deadly Nightshade. Se lanzaron un total de seis números.
Nighthawk y Deadly Nightshade más tarde tienen un encuentro con Hawkeye y Lobo Rojo. Él es maquinado a muerte poco después.

### Ultimate Marvel
El título del universo alternativo de Ultimate Marvel The Ultimates presenta una versión no activada de Nighthawk que es el líder de una versión de los Defensores. El único intento de heroicidad de Nighthawk consiste en saltar de las sombras a un grupo de delincuentes menores, solo para romperse el tobillo y ser golpeado severamente. En Ultimate Comics: New Ultimates, se ve que él y los Defensores obtuvieron poderes sobrehumanos de una misteriosa fuente.

### Jack Norris (Tierra-616)
Jackson "Jack" F. Norris y su esposa trabajaron con los Nighthawk originales y los Defensores. Más tarde se convirtió en un empleado de archivos de S.H.I.E.L.D., y luego el agente usualmente usa el nombre en clave Nighthawk. Luego pasó a ser reportero de televisión para Inside America. Ayudó a la psiquiatra Andrea Sterman a descubrir una conspiración que involucraba a Roxxon Oil, CSA, SHIELD, Nomad y los Thunderbolts.

## En otros medios

### Televisión
- Nighthawk aparece en The Super Hero Squad Show, episodio "¿A quién Continuidad? ¡Sería Destruido!", con la voz de Adam West.[44] Se le muestra como un miembro del Escuadrón Supremo. Gran Maestro y Thanos luchan con Nighthawk contra Iron Man. Durante la lucha, Nighthawk mencionó que una vez poseyó una tortuga mascota.
- Nighthawk aparece en Avengers Assemble, segunda temporada (2015), la voz de Anthony Ruivivar.[45] Se le ve en un flashback en el episodio "Hyperion", donde se muestra como parte del Escuadrón Supremo el mundo natal de Hyperion, pero se dice que murió junto al resto del equipo. Esto se demuestra que es falso cuando él aparece en el episodio 6, "Nighthawk"[46] la primera vez que aparece en él, disfrazado de agente de S.H.I.E.L.D. llamado Kyle Richmond. Haciendo uso de su posición sobre S.H.I.E.L.D. como Director de Operaciones interestelares, Kyle se pone en secreto en la base de datos de S.H.I.E.L.D. con el fin de obtener el plan de contingencia de los Vengadores. Los Vengadores lograron salir de sus trampas y ayudan a Falcon para luchar contra Nighthawk. Mientras que Hulk y Thor trabajan para apagar la ciudadela antes de que destruya la ciudad, los otros lucharon contra Nighthawk donde lograron derrotarlo y lo remitir en custodia con S.H.I.E.L.D. Fuera de la celda de Nighthawk, Nick Fury se burla de la idea de Nighthawk estar un paso por delante en Nighthawk afirma que él siempre da un paso por delante. Esto se demuestra correcta cuando Hyperion llega y libera a Nighthawk delante de Nick Fury. Nighthawk y Hyperion luego se van a reunir a su grupo juntos. En el episodio 9, "Los Vengadores Oscuros", cuando el y el Escuadrón se hicieron héroes y los Vengadores son villanos, usaron la Gema de la Realidad para eso y lo usarán para desaparecer a los Vengadores. Aparece en el episodio 20, "Velocidad Terminal", cuando analiza el secreto de los Vengadores al final. En el episodio 21, "Espectros", cuando tiene la Energía Prisma, trae al verdadero Doctor Espectro. En el episodio 22, "Crisis en Midgard", cuando habla al final con Princesa Poder, que los Vengadores serán aniquilados. En el episodio 23, "La Última Encrucijada de los Vengadores", cuando él y el Escuadrón reviven a Nuke, derrotan a los Vengadores en su ciudadela. En el episodio 24, "Vengadores de Incógnito", cuando él y el Escuadrón Supremo toman el control de la Tierra, discuten por sus acciones y se separan para hacer lo que quieren, hasta que descubre que los Vengadores están vivos y comienzan a atacarlos, cuando se enfrenta a Iron Man, es derrotado por él y los Vengadores, cuando derrotaron a Hyperion y al Escuadrón, siendo encerrados en la Bóveda.

### Marvel Cinematic Universe
Varias encarnaciones de Nighthawk aparecen en la franquicia de medios del Universo cinematográfico de Marvel (UCM).
- "Jackson Norriss" aparece en el UCM Marvel One-Shot de acción en vivo, All Hail the King (2014), interpretado por Scoot McNairy.[47] Esta versión es un miembro de la organización terrorista Diez Anillos que se infiltra como reportero para sacar a Trevor Slattery de la prisión de Seagate y castigarlo por hacerse pasar por el Mandarín durante los eventos de la película Iron Man 3 (2013).
- El verdadero Jackson Norris aparece en la serie web de UCM de acción en vivo WHIH Newsfront (2016), interpretado por A. J. Bowen. Esta versión es un corresponsal que trabaja para la organización de noticias titular.[48][49]

### Juguetes
- En 2013 Nighthawk (Kyle Richmond) fue lanzado en la oleada 018 de la línea de juguetes Marvel Universe de Hasbro 3.75.